# Apolemichthys
Apolemichthys is een geslacht van straalvinnige vissen uit de familie van engel- of keizersvissen (Pomacanthidae). Het geslacht is voor het eerst wetenschappelijk beschreven in 1933 door Brunner.

## Soorten
De volgende soorten zijn bij het geslacht ingedeeld:
- Apolemichthys arcuatus (Gray, 1831)
- Apolemichthys armitagei Smith, 1955
- Apolemichthys griffisi (Carlson & Taylor, 1981)
- Apolemichthys guezei (Randall & Maugé, 1978)
- Apolemichthys kingi Heemstra, 1984
- Apolemichthys trimaculatus (Cuvier, 1831)
- Apolemichthys xanthopunctatus Burgess, 1973
- Apolemichthys xanthotis (Fraser-Brunner, 1950)
- Apolemichthys xanthurus (Bennett, 1833)